# Sjatt al-Hai

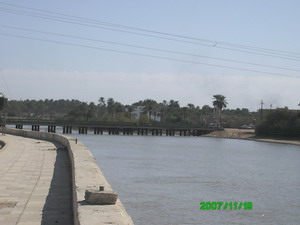
Brug over de Sjatt al-Hai bij Qalat Sukkar

De Sjatt al-hai (Arabisch: شط الحي) ook bekend als Shaṭṭ al-Gharrāf (شط الغرّاف) of de rivier Hai is een zijtak (of kanaal uit de oudheid) van de Tigris in Irak. De waterweg verbindt de Tigris bij de stad Al Kut al Amara met de Eufraat oostelijk van Nasiriya. Tussen 1934 en 1939 werd er een stuw gebouwd, de Koetbarrage die de toevloei in de rivier regelt.

## Eerste Wereldoorlog
In de Eerste Wereldoorlog was de rivier van groot belang omdat er een Ottomaanse legerplaats bij lag, en van december 1915 tot april 1916 is er hevig gevochten.
De Britten bezetten onder Charles Townshend de stad Al Kut en de Turken belegerden de stad daarop. De rivier speelde een belangrijke rol in die belegering als positie voor de Ottomanen. Tijdens de belegering verhinderden zij dat Anglo-Indische strijdkrachten hulp konden bieden in de Slag van Hanna in januari 1916 en de Slag van Dujaila in maart van dat jaar. De reden dat de Britten Al Kut wilden verdedigen is dat de rivier als een mogelijke route gezien werd waarlangs troepen van de Tigris naar de Eufraat of omgekeerd konden worden.
. Tegen 20 mei 1916 hadden de Britten de (zuidelijke) rechteroever van de Tigris westelijk tot de Sjatt al-Hai in handen, maar ze hadden Al Kut nog niet bezet. Op 13 december slaagden ze erin de rivier over te steken De Turken trokken zich op 24 februari 1917 terug naar Baghdad.